# Тедеєв Ельбрус Сосланович
Ельбру́с Сосла́нович Те́деєв (ос. Тедеты Сосланы фырт Эльбрус; нар. 5 грудня 1974, с. Ногір, Ардонський район, Північно-Осетинська АРСР, СРСР) — український спортсмен (вільна боротьба) та політик осетинського походження, народний депутат України від Партії регіонів, олімпійський чемпіон, заслужений майстер спорту України (1996), президент Асоціації спортивної боротьби України.
21 вересня 2013 року увійшов до всесвітньої Зали Слави Міжнародної федерації об'єднаних стилів боротьби (FILA).
Голосував за ратифікацію проросійських Харківських угод (2010), за антиукраїнський закон Ківалова-Колесниченка (2012), за диктаторські закони 16 січня 2014.

## Біографія
Осетин; батько Сослан Кузьмич (1941—1996); мати Тауліна Фаубівна (1941) — медсестра; дружина Фаїна Юрбеківна (1981) — домогосподарка; дочки — Діана, Тетяна і Єва. Ельбрус Тедеєв одружився з Фаїною Засєєвою 4 листопада 2001 року.
Народився та виріс у селі Ногір. Родина, у якій піднімали на ноги трьох синів, жила далеко не заможно. З 11 років Ельбрус Тедеєв долав пішки по 10 кілометрів до Владикавказа, на стадіон «Динамо», аби тренуватися. Першим наставником майбутнього олімпійця був Артур Базаєв — призер першості СРСР, володар Кубка світу. На першості Росії серед дорослих 19-річного спортсмена помітили українські фахівці, які й запросили його в Україну.
У 1993 році за запрошенням тодішнього президента Асоціації спортивної боротьби України Бориса Савлохова приїхав до Києва й отримав українське громадянство. За словами Тедеєва заслужений тренер СРСР, Росії та України Борис Савлохов забезпечив його всіма необхідними умовами для життя і тренування.
На Олімпійських іграх 2004 року в Афінах Ельбрус у фіналі переміг дворазового чемпіона США Келлі. Подолав суперника, хоч сам був травмований, — з раною на голові, якої зазнав у попередньому поєдинку.[джерело?]
Паралельно з спортивною діяльністю Ельбрус отримував вищу освіту. Спочатку у Національному університеті фізичного виховання та спорту за спеціальністю «тренер-викладач», а потім у Київському національному університеті культури та мистецтв за кваліфікацією «юрист».
Захоплення — музика.

## Освіта
1999–2003 — Національний університет фізичного виховання і спорту, факультет олімпійського і професійного спорту; тренер-викладач.
2003–2005 — Київський національний університет культури і мистецтв, юридичний факультет; юрист.
2005 — Харківська академія фізичного виховання і спорту.

## Спортивна діяльність
Вільною боротьбою почав займатися з 1985 року у Владикавказі (тренери — Савлохов Борис Сосланович і Савлохов Р. С.).
За наполяганням Бориса Савлохова 1993 року переїхав до Києва.
З 1994 — спортсмен-інструктор, з 1995 — капітан штатної збірної команди України з вільної боротьби. 1994 — першість Європи серед юніорів, І місце (катег. 62 кг).
1995 — чемпіонат світу, І місце (катег. 62 кг).
1996 — чемпіонат Європи, 4 місце (катег. 62 кг); Олімпійські ігри в Атланті, ІІІ місце (катег. 62 кг).
1999 — чемпіонат Європи (Мінськ) — I місце (катег. 63 кг).
1999 — чемпіонат світу, І місце.
2002 — чемпіонат світу, І місце.
2004 — Олімпійські ігри в Афінах, I місце.
З 2004 р. — президент Асоціації спортивної боротьби України (його попередником на цій посаді був Борис Савлохов)

## Політична діяльність
Член Партії регіонів з 2007 року.
Народний депутат України 5-го скликання (квітень 2006 — листопад 2007) від Партії регіонів, № 103 в списку, заступник голови Комітету ВР з питань сім'ї, молодіжної політики, спорту і туризму, член фракції Партії регіонів (з травня 2006).
На час виборів — спортсмен-інструктор Міністерства України у справах сім'ї, молоді та спорту, безпартійний.
Народний депутат України 6-го скликання з листопада 2007 від Партії регіонів, № 132 в списку, член фракції Партії регіонів (з листопада 2007), заст. голови Комітету з питань сім'ї, молодіжної політики, спорту та туризму (з грудня 2007). На час виборів — нар. деп. України, член Партії регіонів.
Один із 236 депутатів Верховної Ради України, які 27 квітня 2010 року голосували за ратифікацію Харківських угод, які продовжували термін перебування військової бази Росії в Севастополі на 25 років.
10 серпня 2012 року у другому читанні проголосував за Закон України «Про засади державної мовної політики», який за ствердженням представників громадськості, суперечить Конституції України, не має фінансово-економічного обґрунтування і спрямований на знищення української мови.
Один із 148 депутатів Верховної Ради України, які підписали звернення до Сейму Республіки Польща з проханням визнати геноцидом поляків події національно-визвольної війни України 1942—1944 років.
За свідченням Олександра Попова слідкував за розгоном студентів 30 листопада 2013 року.
У січні 2014 Ельбрус Тедеєв став одним із співавторів законопроєкту, яким Верховній Раді пропонують заборонити називати дітей словами, які означають географічні назви, неживі предмети, вигаданих персонажів, рослини і тварин.
16 січня 2014 року голосував за «диктаторські закони» — пакет антидемократичних законів, які суттєво обмежували права громадян і свободу слова.
За весь час своєї депутатської каденції Тедеєв не подав жодного законопроєкту, не подав жодного депутатського запиту, ні разу не виступав з трибуни в сесійній залі Верховної Ради України[джерело?].

## Державні нагороди
- Орден «За заслуги» I ст. (23 серпня 2011) — за значний особистий внесок у становлення незалежності України, утвердження її суверенітету та міжнародного авторитету, заслуги у державотворчій, соціально-економічній, науково-технічній, культурно-освітній діяльності, сумлінне та бездоганне служіння Українському народові[21]
- Орден «За заслуги» II ст. (18 вересня 2004) — за досягнення значних спортивних результатів на XXVIII літніх Олімпійських іграх в Афінах, піднесення міжнародного авторитету України[22]
- Почесна відзнака Президента України (23 серпня 1995) — за видатні спортивні досягнення, особисті заслуги в утвердженні авторитету і світового визнання українського спорту[23]
- Хрест «За мужність» (7 серпня 1996) — за видатні спортивні перемоги на XXVI літніх Олімпійських іграх в Атланті, особистий внесок у піднесення авторитету і престижу України в світі[24]
- Заслужений працівник фізичної культури і спорту України (4 вересня 2008) — за значний особистий внесок у розвиток олімпійського руху, підготовку спортсменів міжнародного класу, забезпечення високих спортивних результатів національною збірною командою України на XXIX літніх Олімпійських іграх в Пекіні
- Почесна грамота Кабінету Міністрів України (16 вересня 2004)[25]